# 大连理工大学校友列表
大连理工大学自1949年成立以来，已培养了数十万名各类人才。以下为知名校友（毕业生）列表（按姓名汉语拼音升序排列）。

## 学术界

### 美国科学促进会（AAAS）会士
- 林晓蓉，美国科学促进会会士，佐治亚大学微生物学系正教授[1]。
- 孙钰，美国科学促进会会士，IEEE Fellow，ASME Fellow，加拿大工程院院士，加拿大多伦多大学正教授[2]。

### 俄罗斯科学院院士
- 程耿东，江苏苏州人，力学专家，大连理工大学原校长。1995年当选中国科学院院士[3]。2012年当选俄罗斯科学院外籍院士。

### 美国物理学会（APS）会士
- 王晓钢，1982年物理学院本科毕业，APS Fellow，曾任北京大学物理学院教授和等离子体所所长[4]，现任哈工大教授。

### 英国皇家化学学会（RSC）会士
- 万立骏，辽宁大连人，大连理工大学本科、硕士毕业。RSC Fellow，2009年当选中国科学院院士[5]。中国科学院化学研究所原所长，中国科学技术大学原校长[6][7]。现任中华全国归国华侨联合会党组书记[8]，中国共产党第十九届中央委员会委员。

### 美国化学学会（ACS）会士
- 宋春山，1982年化工学院本科毕业，ACS Fellow，美国宾夕法尼亚州立大学杰出正教授、能源系主任[9]。

### 计算机协会（ACM）会士
- 张爱冬，ACM Fellow，IEEE Fellow，美国纽约州立大学布法罗分校计算机系主任，杰出正教授[10]。

### 电气电子工程师学会（IEEE）会士
- 赫然，IEEE Fellow，中国科学院自动化研究所研究员[11]。
- 林威，IEEE Fellow，美国凯斯西储大学电气工程与计算机科学系正教授[12]。
- 卢湖川，IEEE Fellow，大连理工大学教授，未来技术学院/人工智能学院执行院长。
- 孙钰，IEEE Fellow，ASME Fellow，美国科学促进会会士，加拿大工程院院士，加拿大多伦多大学正教授[2]。
- 王钧，1982年电子工程系本科毕业，IEEE Fellow，香港城市大学计算机系正教授[13]。
- 吴方向，IEEE Fellow，加拿大萨斯喀彻温大学生物医学工程系正教授[14]。
- 张爱冬，ACM Fellow，IEEE Fellow，美国纽约州立大学布法罗分校计算机系主任，杰出正教授[10]。
- 张艳宁，IEEE Fellow，西北工业大学教授，党委常委、副校长[15]。
- 张勇东，IEEE Fellow，中国科学技术大学教授，信息科学技术学院执行院长。
- 赵亦林，IEEE Fellow，摩托罗拉（Motorola）公司。

### 美国机械工程师学会（ASME）会士
- 罗朝俊，ASME Fellow，美国南伊利诺伊大学爱德华城（英语：Southern Illinois University Edwardsville）终身正教授，杰出研究教授[16]。
- 孙钰，IEEE Fellow，ASME Fellow，美国科学促进会会士，加拿大工程院院士，加拿大多伦多大学正教授[2]。
- 杨宾根，ASME Fellow，美国南加州大学航天和机械工程系正教授[17]。

### 英国皇家工程院院士
- 崔占峰，1962年出生，分别于1984、1987年获得大连理工化学工程专业硕士、博士学位，2000年成为英国牛津大学最年轻的正教授，同时也是第一位华人教授[來源請求]，2013年当选英国皇家工程院院士。现担任牛津大学组织工程与生物加工研究中心主任、大连理工大学长江学者讲座教授[18]。崔占峰教授在生物反应器的研发方面处于世界领先地位[來源請求]，致力于骨组织、软骨组织、筋腱组织以及神经细胞的生长和调控技术以及微型膜探针、微型传感器以及低温保存技术的研发。崔教授在生物分离、生物加工方向的膜过滤过程技术领域同样享有国际盛名[來源請求]。
- 李琳，1982年电子工程系自动控制专业本科毕业，2013年当选英国皇家工程院院士，同年获得皇家科学院颁发的弗兰克林·惠特尔爵士勋章，以表彰其在创新制造技术领域中的杰出成就[來源請求]。现任英国曼彻斯特大学机械、航天与土木学院教授，激光加工研究中心主任[19]。

### 加拿大工程院院士
- 孙钰，IEEE Fellow，ASME Fellow，美国科学促进会会士，加拿大工程院院士，加拿大多伦多大学正教授[2]。

### 中国科学院院士
- 保铮，江苏南通人，电子学家。1991年当选[20]。
- 陈佳洱，上海市人，物理系毕业。著名物理学家，1993年当选[21]。历任北京大学校长、国家自然科学基金委员会主任等。
- 程耿东，江苏苏州人，力学专家，大连理工大学前校长。1995年当选中国科学院院士[3]。2012年当选俄罗斯科学院外籍院士。
- 郭旭，辽宁沈阳人，力学专家，大连理工大学工程力学系主任、教授、博士生导师、硕士生导师，工业装备结构分析国家重点实验室副主任。2023年当选中国科学院院士[22]。
- 胡海昌，浙江杭州人，著名力学家。1952年随钱令希到大连工学院就读研究生，由于保留浙江大学学籍，毕业时仍以浙江大学名义颁发学位。1980年当选[23]。
- 胡宏纹，四川广安人，有机化学家。1995年当选[24]。
- 贾振元，大连理工大学本科、硕士、博士毕业，机械工程专家，2019年当选[25]。
- 彭孝军，湖南常德人，精细化工专业毕业。2017年当选[26]。
- 申长雨，河南南阳人，力学系毕业。2009年当选[27]。前任大连理工大学校长，现任国家知识产权局局长。
- 宋家树，安徽舒城人，金属物理学家。1993年当选[28]。
- 孙立成，黑龙江牡丹江人，大连理工大学本科、硕士、博士毕业，物理化学专家，2019年当选[29]。
- 万立骏，辽宁大连人，大连理工大学本科、硕士毕业。RSC Fellow，2009年当选中国科学院院士[5]。中国科学院化学研究所原所长，中国科学技术大学原校长[6][7]。现任中华全国归国华侨联合会党组书记[8]，中国共产党第十九届中央委员会委员。
- 王越，江苏丹阳人，信息系统专家。原北京理工大学校长，1991年当选[30]，也是中国工程院院士。
- 王之江，江苏常州人，中国科学院上海光学精密机械研究所研究员。1991当选[31]。
- 徐性初，天津人，精密机床设计及工艺专家。1993年当选[32]。
- 俞鸿儒，江西广丰人，气体动力学家。1991当选[33]。

### 中国工程院院士
- 丁德文，辽宁辽阳人，水利系毕业，海洋生态-环境科学与工程专家。1994年当选[34]。
- 郭东明，河南温县人，机械系本科、硕士和博士毕业，机械制造自动化专家。2011年当选[35]。现任大连理工大学校长，中国共产党第十九届中央委员会候补委员。
- 蹇锡高，高分子化工专业毕业，2013年当选[36]。
- 孔宪京，江苏南京人，水利系毕业。2017年当选[37]。
- 李华军，山东广饶人，造船系毕业。2017年当选[38]。
- 毛炳权，广东东莞人，高分子化工专家。1995年当选[39]。
- 潘家铮，1952年随钱令希到大连工学院就读研究生，由于保留浙江大学学籍，毕业时仍以浙江大学名义颁发学位。1994年当选[40]，曾任中国工程院副院长。
- 彭士禄，广东海丰人，核动力专家，物理系首届毕业生，著名革命家彭湃之子，原核工业部副部长、国家核能技术委员会主任（正部级）。1994年当选[41]。
- 戚元靖，1929年生于武汉，1942年进入延安自然科学院学习，1948年至1950年在哈尔滨工业大学机械系学习，1950年到大连工学院学习，1951年到前苏联列宁格勒建筑工程学院学习，1994年当选为中国工程院首批院士。曾任中华人民共和国冶金部部长。
- 王复明，1987年毕业于水工结构工程专业。2015年当选[42]。
- 王越，1932年生于江苏丹阳，1950年到电讯系学习，朝鲜战争爆发后，全系师生一起进入战争前线，从事电子通信与雷达工作，战争结束后随院校调整进入新设立的解放军通信工程学院，1956年解放军通信工程学院毕业，信息与通信系统专家。1994年当选[43]，也是中国科学院院士。
- 谢世楞，浙江慈溪人，水利系港口工程专业毕业，港口和海岸工程专家。1999年当选[44]。
- 杨锦宗，1932年生于福建莆田，1959年化工学院博士毕业，著名精细化工专家。2001年当选[45]。
- 杨志峰，1986年毕业于土木工程系。2015年当选[46]。
- 姚骏恩，上海人，物理系毕业，电子物理学家。2001年当选[47]。
- 殷国茂，山东龙口人，机械系毕业。1995年当选[48]，曾任成都无缝钢管厂厂长。
- 周光耀，浙江鄞县人，1965年毕业于化工学院，无机化工专家。1995年当选[49]。
- 周建平，湖南望城人，力学系毕业，现任中国载人航天工程总设计师，2013年当选[50]。
- 赵晓哲，1963年生于大连，分别于1984年、1987年、1992年获得管理学院管理科学与工程专业的学士、硕士、博士学位，海军信息指挥系统专家。2011年当选[51]。

### 其他
- 安尼瓦尔·阿木提，原新疆大学校长。
- 白雪峰，1964年12月，汉族，毕业于化工学院，先后获得学士、硕士和博士学位，研究员，博士生导师，现任黑龙江省石油化工研究院院长，《化学与粘合》杂志主编。
- 陈拥军，化工学院毕业，现任国家自然科学基金委员会化学部副主任。
- 陈宇综，1982年物理学院毕业，现任四川大学“千人计划”特聘教授，英国曼彻斯特大学博士，新加坡国立大学药学系教授，上海生物信息技术研究中心特聘教授，曾任美国Purdue University研究员和新加坡国立大学计算科学系系主任。研究方向为计算生物学、计算机辅助药物设计和生物信息学。
- 初文昌，意大利Università del Salento数学系副教授[52]。
- 董闯，材料专家，杰青、长江学者，现任大连理工大学三束实验室主任。
- Howie Fang，美国北卡罗来纳大学夏洛特分校正教授，终身教职[53]。
- 姜法善，男，1933年出生，1955年进入大连工学院夜大学学习，化工专家，先后担任重庆长寿化工厂党委书记、重庆市化工局局长、重庆市经委副主任、重庆市副市长和北京化工学院（北京化工大学）党委书记。
- 姜汉卿，曾任亚利桑那州立大学正教授，终身教职[54]，现任西湖大学讲席教授。
- 金俊泽，1961年毕业，大连理工大学教授。
- 雷蕾，美国拉特格斯大学商学院院长，正教授[55]。
- 李珊玲，加拿大麦吉尔大学管理学院正教授，终身教职[56]。
- Wenzhen Li，美国爱荷华州立大学副教授[57]。
- Yuning Li，加拿大滑铁卢大学正教授，终身教职[58]。
- 刘瑞明，美国马萨诸塞大学波士顿分校副教授[59]。
- 吕薇，管理学院毕业，现任国务院发展研究中心技术经济研究部部长、研究员[60]。
- 秦伟，能源与动力工程学院毕业，现任中国科学院工程热物理研究所所长[61]。
- 曲景平，现任华东理工大学校长[62][63]。
- Ming Qu，美国普渡大学副教授[64]。
- 隋海心，Research Scientist, Wadsworth Center, NYS Department of Health[65]。
- 苏志国，中国科学院过程工程研究所研究员，曾任副所长，国家生化工程技术研究中心（北京）首席科学家[66]。
- 仝立勇，1982年数理力学系毕业，澳大利亚悉尼大学宇航机械与机电系教授[67]。
- 王安波，国际光学工程学会（SPIE）会士（fellow），美国弗吉尼亚理工大学终身正教授[68]。
- 王英俭，1963年出生，1984年物理学院毕业，中科院百人计划学者，现任中国科学院合肥物质科学研究院党委书记[69]。
- 王振宇，印第安纳大学布鲁明顿校区正教授[70]。
- 魏小鹏，力学系在职博士研究生毕业。曾任辽宁省教育厅厅长，营口市市委书记，大连理工大学党委书记，复旦大学党委书记[71][72]。目前魏小鹏因牵涉拉票贿选等案已被免职[73][74]。
- 吴平东，1933年5月出生，化学工程专家。1954年毕业于大连工学院化学工程学系燃料工学专业，1982年起先后任浙江大学化工研究所副所长，化工系副系主任、系主任、化工研究所所长、浙江大学常务副校长。
- 徐洪起，1982年物理学院毕业，现任北京大学“千人计划”特聘教授，国家“973”项目首席科学家，瑞典Lund大学物理系教授、大连理工大学物理系特聘教授。研究方向为半导体纳米结构物理，纳电子器件的物理与应用研究，凝聚态多体物理的实验与理论研究。
- 徐婷，美国加州大学伯克利分校化学和材料正教授，终身教职[75]。
- 徐旬，新西兰奥克兰大学正教授[76]。
- Nan Yang，美国迈阿密大学正教授[77]。
- 袁景侠，美国密歇根大学机械工程系高级研究员（已故，车祸）[78]。
- 张洪武，计算力学专家，长江学者，现任到大连理工大学运载工程学部部长。
- Sulin Zhang，美国宾夕法尼亚州立大学正教授[79]。
- 张伟文，1990年毕业，机械工程专家，中国航天科技集团公司第5研究院第510研究所（兰州空间技术物理研究所）所长。[80]
- 周建平，湖南望城人，力学系毕业，现任中国载人航天工程总设计师[50]。
- 朱敏，1962年生，材料学院本科、硕士和博士毕业，曾任华南理工大学机械学院院长，1999年国家杰出青年基金获得者、2002年受聘教育部长江学者特聘教授，2008年1月开始担任华南理工大学党委常委、副校长[81]。

## 工商界
- 蔡生，1982年化工学院本科毕业，现任华安财产保险股份有限公司党委书记。
- 陈东平，水利工程学院毕业，曾任中国华能集团水电开发部主任、基建部主任，现任中国华能集团西藏水电开发公司总经理。
- 陈革，1996年管理学院工商管理硕士研究生毕业，曾任中石化集团董事会秘书局局长，现任中石化集团总经理助理兼企业改革发展部部长。
- 陈年，男，山西闻喜县人，曾经历艰难的童年和青少年阶段，1987年考入大工，1990年肄业。曾大量撰写书评，创办《中国图书商报》之《书评周刊》，出版作品《归去来》，后从文学界转入IT业，参与创办卓越网并担任副总裁，现担任其创办的凡客诚品（VANCL）的首席执行官。
- 戴成文，曾任天津市化工局局长、渤海化工集团董事长兼总经理，第九届全国政协委员。
- 董强，1982年船舶系毕业，曾任中船重工集团副总经理，现任中国船舶工业集团公司董事长、党组书记[82]。
- 傅育宁，1981年水利学院港口与航道专业本科毕业，然后公派出国，1986年获得英国布鲁内尔大学海洋工程力学博士学位，曾任招商局集团董事长，现任华润（集团）有限公司董事长[83]。
- 高宝玉，辽宁人，土木系毕业，现任营口港股份有限公司董事长。
- 耿洪臣，1963年出生，大连理工大学机械工程学院毕业，曾任沈阳机床集团公司总经理助理，现任北方重工集团有限公司董事长、总经理。
- 韩思玉，1960年机械系毕业，原中国航天总公司国营7111厂厂长。
- 黄大展，土木系毕业，现任招商局集团深圳蛇口工业区有限公司副总经理。
- 胡建华，土木系毕业，曾长期在中国港湾集团（香港）工作，现任招商局集团有限公司董事[84]。
- 胡永生，管理学院研究生毕业，现任中国大唐集团新能源股份有限公司董事、总经理。
- 惠凯，土木系港口工程专业毕业，曾任大连市旅顺区区长，现任大连港集团董事长。
- 蒋凡，1982年化工学院毕业，曾任中石油集团董事兼任大连石化总经理，2010年因大连石化输油管道爆炸导致石油泄漏、大面积海面污染的重大事故被免职。
- 纪平，计算机学院毕业，现任华为技术有限公司高级副总裁，负责宽带运营业务。
- 姜新，管理学院毕业，现任中国中期投资股份有限公司董事长。
- 李斌，化工学院毕业，现任中国中化集团公司党组成员、副总裁，兼任中化股份科学技术委员会主任和沈阳化工研究院院长[85]。
- 李峰，1964年出生，1986年机械学院毕业，现任北汽现代汽车集团公司常务副总裁。
- 李建美，管理学院MBA毕业，现任云南省城市建设投资有限公司党委书记。
- 李映厚，土木系毕业，现任深圳鹏程建筑集团有限公司董事长、深圳建筑业协会常务副会长、深圳校友会理事长。
- 李远刚，1996年毕业于计算机系，获计算机硕士学位，花旗金融信息服务(中国)有限公司总经理。
- 李振国，原红塔集团副董事长、副总裁。
- 刘大功，中国机械工业集团有限公司总经济师[86]，中国一拖集团有限公司党委书记、董事长。
- 刘海燕，化工学院毕业，原北京市副市长、原华夏银行股份有限公司董事长。
- 柳建尧，湖南人，力学系毕业，美国新泽西州立大学MBA，现任中国科学出版集团有限责任公司总经理，科学出版传媒股份有限公司董事长[87]。
- 刘起涛，1982年土木系毕业，中国交通建设集团有限公司董事长、总经理、党委书记，兼任中国交通建设股份有限公司董事长、总裁[88]。
- 刘念君，控制科学与工程学院自动化控制专业毕业，现任中国交通建设集团广州航道局有限公司副总经理。
- 陆韶华，1981年化工学院毕业，现任中国蓝星（集团）股份有限公司副总经理。
- 卢伟光，浙江温州人，船舶与海洋工程专业本科毕业，安信伟光地板有限公司董事长兼CEO，上海国际商会副会长。
- 倪润峰，山东荣城人，机械制造专业本科，原四川长虹电器股份有限公司董事长兼总经理，原中央委员会候补委员。
- 裴宏斌，1963年出生，锦州人，1986年化工学院本科毕业，管理学院MBA，现任中国石油锦州石化公司总经理，兼任锦州精联（中美合资）润滑油有限公司董事长，中共18大代表。
- 孙波，1983年船舶工程学院毕业，现任中国船舶重工集团公司董事、总经理、党组副书记[89]。目前孙波涉嫌严重违纪正被调查[90]。
- 孙洪水，1984水利水电工程建筑专业毕业，现任中国电力建设集团有限公司总经理、董事、党委副书记[91]。
- 孙建华，1992年建筑系毕业，现任天诺国际设计顾问有限公司董事长兼设计总监，中国建筑学会室内设计分会常务理事、厦门专委会秘书长，意大利米兰理工大学中国校友会常务理事等，其作品“深圳东部华侨城”获“2008亚洲最佳主题度假酒店”奖。
- 孙云丰，管理工程系毕业，百度首位Fellow。
- 王天普，管理学院工商管理专业1996届脱产班MBA，中国石油化工集团公司总经理、党组成员[92]。目前王天普涉嫌严重违纪正被调查[93]。
- 王文明，现任香港首华财经网络集团有限公司董事会主席兼首席执行官，深圳市人大代表，大连理工校友基金会理事。
- 王昭翮，1962年生，山东梁山人，管理学院毕业，博士学位。曾任大连海事大学党委书记（正局级）、副校长；现任中国一汽集团有限公司党委常委、纪委书记。
- 魏家福，工程管理专业硕士毕业，曾任中国远洋运输集团总裁、董事长，2013年退休。
- 吴奠清，水利学院毕业，原中国水电顾问集团公司昆明勘测设计及研究院院长。
- 武钢，现任新疆金风科技股份有限公司董事长兼首席执行官。
- 武龙甫，水利学院毕业，现任水利部松辽水利委员会副主任。
- 吴振芳，1983年土木系海洋石油建筑工程专业本科毕业，中国海洋石油总公司原党组成员、第一副总经理[94]。目前吴振芳涉嫌严重违纪正被调查[95]。
- 向文波，材料学院材料专业硕士，管理学院MBA，三一集团董事，三一重工股份有限公司副董事长、总裁[96]，全国人大代表。
- 肖波，1990年土木系博士毕业，现任深圳盐田港股份有限公司总工程师。
- 许宪平，吉林梨树人，机械工程系毕业，分别于1986年、1989年获得机械制造专业学士、硕士学位，曾任中国第一汽车集团公司董事、总经理、党委副书记，现任中国通用技术（集团）控股有限责任公司董事长、党组书记。
- 闫承大，1990年土木系毕业，现任招商局集团蛇口工业区有限公司副总裁。
- 杨文岐，化工学院毕业，曾任国家开发银行办公厅主任，现任国家开发银行风险管理局局长。
- 杨晓初，四川人，土木系1991届本科毕业，现任蓝光地产集团总裁。
- 曾中全，重庆人，1986年化工学院毕业，现任重庆建峰化工集团公司董事长。
- 张大为，1990年土木系本科毕业，现任华润置地副总经理。
- 张建初，土木系毕业，现任中国路桥工程有限责任公司党委书记[97]。
- 张建恒，化工机械专业毕业，中国航天科技集团公司党组成员、副总经理[98]。
- 张丽丽，女，1965年出生，1986年港口及航运工程专业本科毕业，曾任天津港（集团）有限公司副总经理、天津市南开区区长，曾任天津港集团有限公司党委书记、董事长。目前张丽丽由于严重违纪已被免职[99]。
- 张学峰，1970年出生，管理学院研究生毕业，现任中国大唐集团新能源股份有限公司财务总监。
- 张远惠，先后与1988、1991年毕业于土木系，获得学士和硕士学位，曾任深圳长城地产有限公司总经理，现任深圳市科技园有限公司董事长、党委书记。
- 赵世刚，管理学院管理科学与工程专业博士，曾任中国银行北京分行行长，现任渤海银行股份有限公司董事、行长。
- 郑保安，1990年管理学院工程管理专业毕业，工学硕士，现任中国国际航空股份有限公司副总经理、董事会秘书。

## 政治界

### 省部及以上
- 尉健行，1952年机械系毕业，中国共产党中央政治局常务委员会前委员，中国共产党中央纪律检查委员会前书记
- 崔波，1957年生，汉族，管理学院工商管理硕士研究生毕业，曾任团中央书记处书记兼任全国青联副主任、宁夏回族自治区副主席、银川市委书记，现任宁夏回族自治区党委副书记、秘书长[100]。
- 崔丽，1993年管理工程专业毕业，现任中华人民共和国国家人口和计划生育委员会副主任，党组成员[101]。
- 高德占，1932年8月生，山东栖霞人。大连工学院（现大连理工大学）化工系毕业，大学学历，高级工程师，天津市原市委书记。
- 贺旻，1957年10月生，辽宁大连人。管理学院博士毕业，曾任辽宁省政协副主席，现任全国人大常委、辽宁省副省长。
- 刘强，1964年生，化工系本科和研究生毕业，曾任抚顺石化总经理、抚顺市市长、书记，现任辽宁省副省长。目前刘强涉嫌严重违纪正被调查[102]。
- 陆浩，曾在化工系读书，甘肃省原省委书记、人大常委会主任。
- 潘连生，化工系毕业，原化学工业部副部长。
- 戚元靖，机械系毕业，原冶金工业部部长、中国工程院院士。
- 宋爱荣，管理学院新疆班毕业，现任新疆维吾尔自治区区委常委、纪委书记，中共十八大纪委委员。
- 万立骏，辽宁大连人，大连理工大学本科、硕士毕业。RSC Fellow，2009年当选中国科学院院士[5]。中国科学院化学研究所原所长，中国科学技术大学原校长[6][7]。现任中华全国归国华侨联合会党组书记[8]，中国共产党第十九届中央委员会委员。
- 王庆云，1955年出生，1982年港口工程专业本科毕业，曾任中华人民共和国国家发展和改革委员会党组成员，兼任国家物资储备局局长、党组书记，现任国家体育总局党组成员、中组部驻体育总局纪检组组长。
- 王永明，1958年出生，新疆呼图壁人，1976年9月参加工作，1985年5月加入中国共产党，管理学院高级管理人员工商管理专业毕业，高级工商管理硕士曾任新疆自治区政协副主席，现任新疆人大常委会第一副主任。
- 魏柏长，1953年船舶系毕业，原海军装备部部长。
- 闻世震，1965年机械系毕业，原辽宁省省委书记，现全国人大常委、财经委员会副主任。
- 肖盛峰，1959年出生，社会科学系毕业，法学硕士，现任大连市市长。
- 叶连松，化工系毕业，原河北省省委书记、省长。
- 于学祥，1940年出生，山东威海人，曾担任大连市旅顺区委书记、大连市市委书记、大连市人大常委会主任。
- 余远辉，1991年社会科学系毕业，曾任广西壮族自治区区委常委、秘书长，现任中共广西壮族自治区南宁市委书记。中共第17届、18届中共中央委员会候补委员、第十一届全国人大代表，共青团中央委员。
- 袁正中，1936年生，1954年考入原大连工学院化工机械系学习，毕业后留校任教。1983年出任陕西省轻工业厅厅长；1984年11月任中共西安市委副书记、市长；1990年调任广西壮族自治区政府副主席；1992年当选自治区党委常委，任自治区政府常务副主席；1998年1月当选广西壮族自治区第八届政协常务副主席。2002年退休。
- 曾维，1982年电子系毕业，曾任中共辽宁省委秘书长，现任沈阳市市委书记，中共第18届中共中央委员会候补委员。
- 张彦宁，辽宁沈阳人，高级工程师，原国家计划委员会生产组副组长、国家经济贸易委员会副主任、国家经济体制改革委员会党组书记兼副主任、国务院企业管理指导委员会主任。
- 赵树丛，山东诸城人，管理学院1997届MBA，曾任安徽省人民政府副省长，现任全国绿化委员会副主任，国家林业局局长、党组书记，国家森林防火指挥部总指挥。2015年3月，获得世界自然基金会颁发“自然保护领导者卓越贡献奖”，以表达国际社会对中国林业建设和自然保护成就的高度赞赏和充分肯定。
- 周英，辽宁人，水利学院毕业，曾任中华人民共和国水利部党组成员、副部长[103]，现任国家环保部党组成员、中纪委驻环保部纪检组组长，中共第18大中纪委委员。

### 其他
- 冯韧，电子系毕业，辽宁省民政厅原厅长。
- 侯百君，1964年6月生，黑龙江兰西人，水利学院水工结构工程专业本科、硕士研究生毕业，现任黑龙江省水利厅党组成员、副厅长、省人民政府防汛抗旱指挥部专职副指挥。
- 侯慧明，1964年出生，管理学院技术经济专业研究生毕业，美国伊州州立大学芝加哥分校MBA，曾任盘锦市市长助理、辽宁省能源投资有限公司副总经理，2012年2月起任朝阳市副市长。
- 黄敏，1963年8月出生，广东普宁人，1986年毕业于土木工程系港口及航道工程专业，现任深圳市交通运输委员会主任。
- 蒋千，土木工程专业毕业，交通运输部原总工程师。
- 蒋振涛，水利学院毕业，曾任辽阳市水利局局长、环保局局长，现任辽阳市发改委主任。
- 李洪义，1965年12月生，山东省诸城市人，管理学院高级管理人员工商管理硕士研究生毕业，统计师，1986年7月参加工作，1986年7月加入中国共产党，曾任山东省乳山市委副书记、市长，重庆市云阳县委书记，现任重庆市涪陵区委副书记、区长。
- 李晶，1982年水利系毕业，1998年社科院经济法专业研究生毕业，现任中华人民共和国水利部发展研究中心副主任。
- 刘岩，管理学院博士毕业，现任大连市副市长。
- 鲁淳，1953年化工机械系毕业，原光明日报副总编。
- 卢林，1963年出生，管理学院博士毕业，现任大连市副市长。
- 栾庆伟，1962年出生，管理学院毕业，现任抚顺市市长。
- 栾莹，1967年生，山东招远人，软院学院研究生毕业，2007年至今任大庆市副市长。
- 马辉，1963年生，1985年本科毕业，曾任校办公室主任，大连市委组织部副部长，现任大连市委常委、组织部部长。
- 曲晓飞，1956年出生，管理学院系统工程博士毕业，现任大连市委常委、副市长。
- 任立新，1962年生，河北青县人，社会科学系毕业，现任西安市交通运输局局长。
- 伊力哈木·沙比尔，男，维吾尔族，1961年2月生，1983年8月参加工作，1993年管理学院新疆企业干部班学习。现任乌鲁木齐市委副书记、市长。
- 邵峰，1962年生，安徽怀远人，1999年管理工程专业毕业，现任新疆维吾尔自治区国资委党委副书记、主任。
- 商向东，机械系毕业，现任辽宁省住房和城乡建设厅党组书记、副厅长。
- 孙广宇，1966年生，化工学院毕业，现任国家安全监管总局安全监督管理三司副司长。
- 唐传利，1983年水利工程专业毕业，现任中华人民共和国水利部移民开发局局长。
- 田铁林，1961年出生，社会科学系毕业，2010年3月起任朝阳市委常委、宣传部部长。
- 汪洪，水利学院毕业，曾任中华人民共和国水利部水利规划设计总院院长，现任水利部总工程师[104]。
- 王春，现任大连市国有资产监督管理委员会主任，兼任大连装备制造投资有限公司董事长。
- 王国才，化工学院毕业，曾任吉林省政府副秘书长，现任吉林省人民政府环保厅厅长、党组书记。
- 王伟，甘肃天人水，社会科学系毕业，新疆维吾尔自治区区委统战部部长。
- 吴德华，1965年1月出生，湖南新化人，公共管理硕士，现任湖南省双峰县县委书记。
- 吴军，1966年生，1988年管理学院本科毕业，现任辽阳市副市长。
- 吴永存，1986年水利学院毕业，曾任辽宁水电建设有限公司总经理，现任朝阳市委常委、副市长。
- 解曼莹，1960年出生，水利工程系毕业，2009年至今任交通运输部水运司副司长。
- 谢仕柜，1952年毕业，原冶金工业部总工程师。
- 徐光，船舶学院毕业，现任中华人民共和国交通运输部总工程师。
- 许斌，1961年生，社会科学系毕业，现任新疆自治区政府副秘书长。
- 许文海，1965年10月出生，甘肃兰州人，1987年水利工程学院毕业，教授级高级工程师。现任水利部水资源司司长。
- 杨亚洲，1963年出生，水利学院毕业，现任沈阳市市委常委、沈阳市常务副市长。
- 于沐琳，1965年10月出生，黑龙江虎林人，现任哈尔滨市科技局局长。
- 张建斌，土木系港口工程专业毕业，现任交通运输部深圳海事局局长。
- 张胜迪，1953年生，上海人，1999年管理工程硕士研究生毕业，现任新疆维吾尔自治区国资委党委书记、副主任。
- 张世坤，1958年出生，机械系毕业，现任大连市市委常委、秘书长。
- 张小冲，材料学院研究生毕业，现任国家发改委国际合作中心主任。
- 张晓光，男，1960年出生，1982年本科毕业，曾任锦州市人民政府副市长，现任锦州市委常委、政法委书记。
- 张忠义，1960年4月出生，河北沧州人，1984年10月入党，1977年5月参加工作，水工结构工程专业研究生毕业，工学博士学位，教授级高级工程师任，现任国家南水北调中线干线工程建设管理局局长、党组书记。
- 赵红兵，现任焦作市建设委员会副主任。

## 其他
- 林安西，四川成都人，原中国大连高级经理学院院长（副省部级）。
- Kuaizero 老高，中国大陆首位百万Youtuber，現居於新加坡

## 中国大连高级经理学院

### 工商界
- 才让，中美工业科技管理大连中心首届MBA，现中国钢研科技集团有限公司董事长、党委书记。
- 蔡希有，1961年生，中美工业科技管理大连中心1991届MBA毕业，曾任中国石油化工集团公司高级副总裁，中国中化集团公司董事、总裁。目前蔡希有涉嫌严重违纪正被调查[105]。
- 曹景山，工商管理专业博士，中国大唐集团公司党组成员[106]，大唐国际电力股份有限公司总裁。
- 傅成玉，中美工业科技管理大连中心毕业，曾任中海油集团总经理，现任中国石油化工集团公司董事长。
- 南大庆，1959年出生，1990年在中美科技管理大连培训中心毕业，并获得美国纽约州立大学工商管理硕士学位，现任中国船舶工业集团公司 副总经理、党组成员
- 祁玉民，管理学院MBA，华晨汽车集团公司董事长，曾任大连市副市长。
- 邢良忠，土木系本科毕业，管理学院管理工程专业硕士毕业，原大连市副市长，原大连港集团公司董事长。
- 张国庆，中美工业科技管理大连中心首届MBA，曾任君安证券股份有限公司董事长，后创立深圳九夷投资有限公司，从事私人股权投资。
- 杨骏，1989年管理学院MBA，曾担任君安证券股份有限公司总裁，后创立晓阳投资公司、深圳盛桥投资公司等，中国证券市场私募界元老，2010年不幸辞世。

### 政治界
- 陈川平，曾在中美工业科技管理大连中心学习，现任山西省省委常委、太原市市委书记。
- 李小鹏，中美工业科技管理大连中心MBA，曾任中国华能集团公司董事长、山西省常务副省长，现任山西省委副书记、省长、省政府党组书记。
- 李长春，中美工业科技管理大连中心工商管理专业毕业，原中共中央政治局常委。
- 宋爱荣，1959年出生，河南扶沟人，新疆班企业管理专业毕业，现任新疆自治区区委常委、纪委书记，十七届中央候补委员。
- 谭成贵，1963年生，新疆吉木萨尔人，1994年新疆班毕业，现任新疆自治区乌鲁木齐市党组成员、副市长。
- 谭延伟，1961年5月生，山东淄博人，大学学历，高级管理人员工商管理硕士，1982年7月参加工作，1990年11月加入中国共产党。现任济南市市委常委、宣传部部长兼市社科联主席。
- 王兆国，中美工业科技管理大连中心工商管理首期班毕业，历任中共中央办公厅主任、福建省委书记、中共中央政治局委员，全国政协副主席、全国人大常委会副委员长等职。
- 竺延风，中美工业科技管理中心MBA，曾任中国第一汽车集团公司总经理、吉林省常务副省长，现任吉林省委副书记、省长。